# James Harbot
James Willie Harbot (16 tháng 8 năm 1907 – 1992) là một cầu thủ bóng đá người Anh thi đấu ở Football League cho Barrow, Charlton Athletic, Gillingham, Stoke City và Torquay United.

## Sự nghiệp
Harbot sinh ra ở Bolton và gia nhập Thủy quân lục chiến Hoàng gia cuối thập niên 1920. Ông chơi bóng với Marines và gia nhập Gillingham năm 1930. Do làm việc trong quân đội nên ông không bao giờ có khoảng thời gian dài với một câu lạc bộ, chỉ thi đấu ngắn hạn tại Charlton Athletic, Barrow, Stoke City và Torquay United. Trong trận đấu duy nhất của ông cho Stoke City, họ đánh bại West Bromwich Albion 10–3, kỉ lục chiến ở giải vô địch.

## Thống kê sự nghiệp
Nguồn:
| Câu lạc bộ          | Mùa giải            | Giải vô địch         | Giải vô địch | Giải vô địch | Cúp FA | Cúp FA | Tổng | Tổng |
| Câu lạc bộ          | Mùa giải            | Hạng đấu             | Trận         | Bàn          | Trận   | Bàn    | Trận | Bàn  |
| ------------------- | ------------------- | -------------------- | ------------ | ------------ | ------ | ------ | ---- | ---- |
| Gillingham          | 1930–31             | Third Division South | 2            | 1            | 0      | 0      | 2    | 1    |
| Charlton Athletic   | 1932–33             | Second Division      | 1            | 1            | 0      | 0      | 1    | 1    |
| Barrow              | 1933–34             | Third Division North | 23           | 0            | 0      | 0      | 23   | 0    |
| Stoke City          | 1936–37             | First Division       | 1            | 0            | 1      | 0      | 2    | 0    |
| Torquay United      | 1937–38             | Third Division South | 15           | 0            | 1      | 0      | 16   | 0    |
| Tổng cộng sự nghiệp | Tổng cộng sự nghiệp | Tổng cộng sự nghiệp  | 42           | 2            | 2      | 0      | 44   | 2    |